# Municipio de Browning (condado de Schuyler)
El municipio de Browning (en inglés: Browning Township) es un municipio ubicado en el condado de Schuyler en el estado estadounidense de Illinois. En el año 2010 tenía una población de 399 habitantes y una densidad poblacional de 5,28 personas por km².

## Geografía
El municipio de Browning se encuentra ubicado en las coordenadas 40°8′45″N 90°23′16″O / 40.14583, -90.38778. Según la Oficina del Censo de los Estados Unidos, el municipio tiene una superficie total de 75.58 km², de la cual 74,58 km² corresponden a tierra firme y (1.32 %) 1 km² es agua.

## Demografía
Según el censo de 2010, había 399 personas residiendo en el municipio de Browning. La densidad de población era de 5,28 hab./km². De los 399 habitantes, el municipio de Browning estaba compuesto por el 97,99 % blancos y el 2,01 % eran de una mezcla de razas. Del total de la población el 2,01 % eran hispanos o latinos de cualquier raza.